# ژرمانیم منوکسید
ژرمانیم منوکسید (به انگلیسی: Germanium monoxide) با فرمول شیمیایی GeO یک ترکیب شیمیایی با شناسه پاب‌کم ۶۳۲۷۶۳۹ است. که جرم مولی آن ۸۸٫۶۳۹۴ g/mol می‌باشد.